# Podocarpus purdieanus
Podocarpus purdieanus é uma espécie de conífera da família Podocarpaceae.
Apenas pode ser encontrada na Jamaica.